# Persea microphylla
Persea microphylla är en lagerväxtart som först beskrevs av Carl Christian Mez, och fick sitt nu gällande namn av Carl Christian Mez. Persea microphylla ingår i släktet avokador, och familjen lagerväxter. Inga underarter finns listade i Catalogue of Life.